# Daisuke Yano
Daisuke Yano (født 26. oktober 1984) er en tidligere japansk fodboldspiller.
Han har spillet for flere forskellige klubber i sin karriere, herunder Gamba Osaka, Sagan Tosu og Roasso Kumamoto.